# Kahaono yarama
Kahaono yarama är en insektsart som beskrevs av Irena Dworakowska 1972. Kahaono yarama ingår i släktet Kahaono och familjen dvärgstritar. Inga underarter finns listade i Catalogue of Life.